# Karlo II. Kurjaković
Karlo II. Kurjaković Čekliški (lat. Karolus de Corbavia alias de Chekles) († Čeklisa, iza 1422.), hrvatski velikaš, knez Krbave i grada Čeklisa (mađ. Cseklész) u današnjoj Slovačkoj. Bio je hrvatsko-dalmatinski ban (1409. – 1411.) i istaknuti član velikaške obitelji Kurjakovića.
Otac mu je bio Juraj II. († prije 1380.), a djed Budislav I. († iza 1346.), sin kneza Kurjaka († 1304.), osnivača obitelji. Sudjelovao je 1387. godine, zajedno sa stričevima Butkom Kurjakovićem, Nikolom I. i Tomom I. te rođakom Pavlom II. u akciji oslobađanja kraljica Elizabete i Marije koje su bile držane u zarobljeništvu u Novigradu kraj Zadra. Kralj Žigmund (1387. – 1437.) darovao je 1393. godine knezu Karlu II. grad Čeklisu u današnjoj Slovačkoj, kao nagradu za oslobođenje kraljice Marije, zbog čega je Karlo uzeo pridjevak Čekliški.
Godine 1403. kralj Žigmund imenovao ga je kaštelanom Višegrada u Ugarskoj i zadužio ga za čuvanje krune sv. Stjepana. Godine 1408. dobio je naslov vrhovnoga rizničara i postao, zajedno s rođakom knezom Ivanom II., član Društva zmaja, saveza najužega kruga velikaša. Godine 1409. imenovao ga je banom Hrvatske i Dalmacije i povjerio mu obranu Kraljevine Hrvatske i Dalmacije od mletačkih pretenzija, koje su uslijedila nakon što je protukralj Ladislav Napuljski prodao Mlečanima svoja prava na Zadar i Dalmaciju. U listopadu 1411. godine odrekao se naslova bana i odselio iz Hrvatske na svoje imanje u današnjoj Slovačkoj, gdje je proveo ostatak života. Osim grada Čeklisa, imao je i kuću kraj Požuna.
Godine 1417. kralj Žigmund imenovao je kneza Karla II. Čekliškog stalnim članom kraljevskog suda. Umro je vjerojatno krajem 1422. godine na svom imanju u Čeklisu.
Ženio se dvaput. Prvi put se oženio u studenom 1404. godine s Margaretom, nepoznata porijekla, s kojom je imao trojicu sinova: Juraj III., Nikola III. i Ivanka. Drugi put se oženio s Magdalenom von Rechnitz. Njegovi sinovi su ostali u Ugarskoj.